# Parc national du Simien

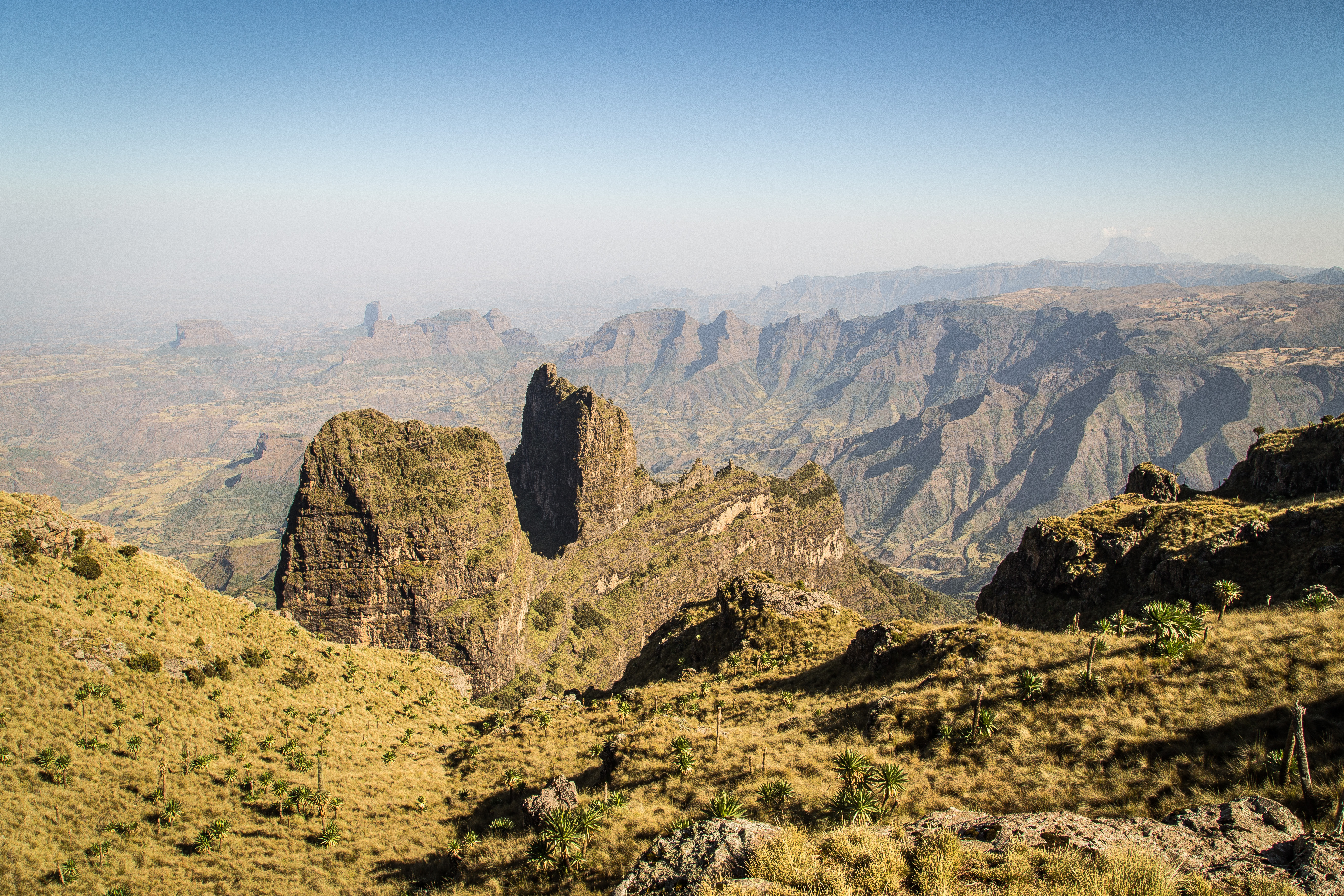
Vue depuis les hauts plateaux du Simien.

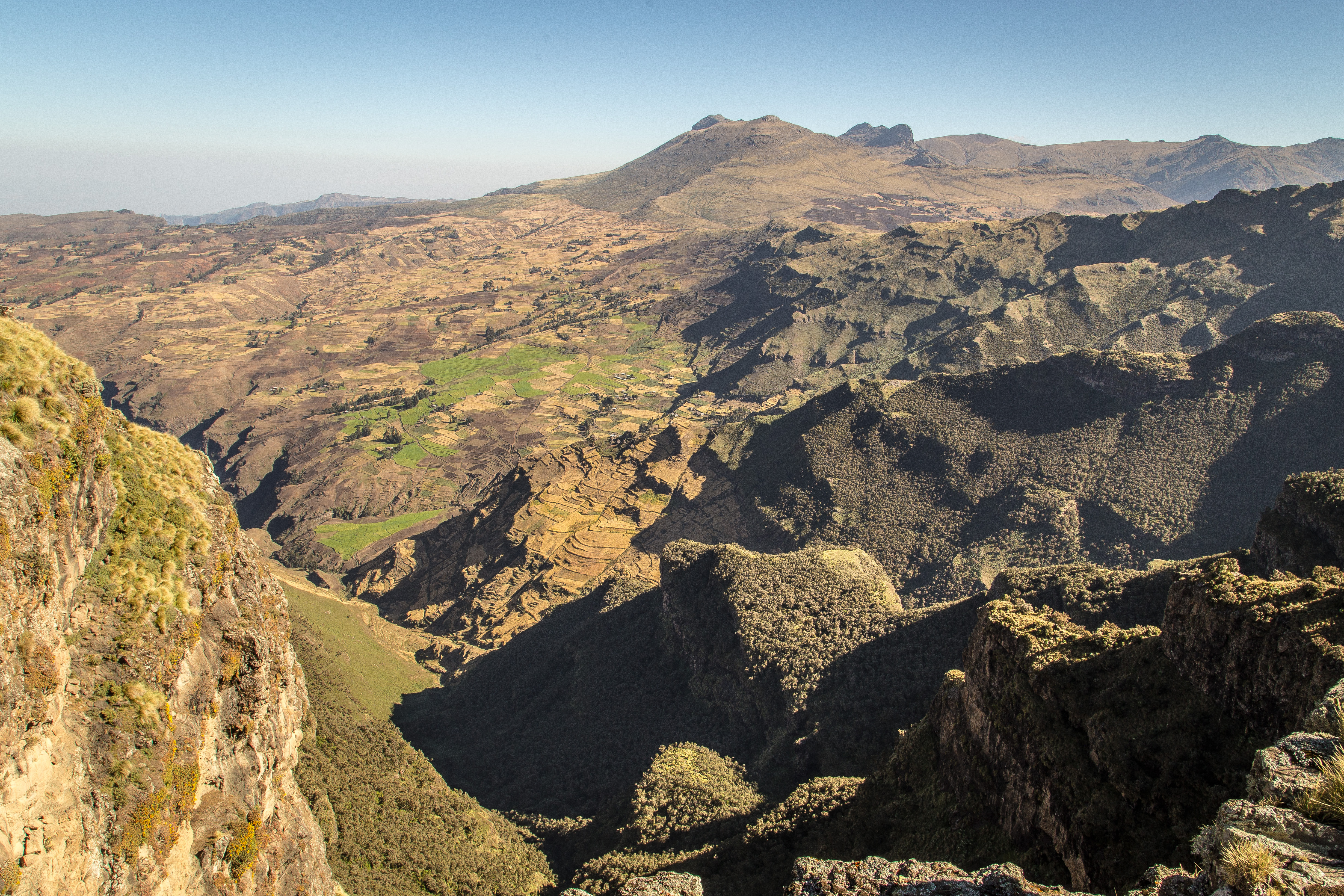
Plateau de Sona vu depuis l'Inatye

Le parc national du Simien est un parc national d'Éthiopie créé en 1969 et inscrit en 1978 sur la liste du patrimoine mondial et considéré entre 1996 et 2017 comme « en péril ».
Le parc est situé dans la région Amhara et couvre les monts Simien ainsi que le Ras Dashan (4e sommet d'Afrique).
Les formes inhabituelles des rochers du parc sont dues à l'érosion.
Le parc possède des espèces endémiques comme le babouin gélada, le loup d'Abyssinie et le bouquetin d'Abyssinie (Walia ibex).